# ドナルドの消防隊長
『ドナルドの消防隊長』（ドナルドのしょうぼうたいちょう、原題：The Fire Chief）は、ウォルト・ディズニー・プロダクション（現：ウォルト・ディズニー・カンパニー）が製作した1940年12月13日公開のアニメーション短編映画作品。ドナルドダック・シリーズの第26作である。

## あらすじ
消防隊長を務めるドナルドは、日頃の仕事の為に仮眠を取っていた。緊急のサイレンが鳴り、急いで起床したドナルドであったが、サイレンは甥っ子達のヒューイ、デューイ、ルーイの仕業であった。
ドナルドは甥っ子達のいたずらにあきれ果て、徹底的に教育しなおそうとするが・・・。

## スタッフ
- 製作：ウォルト・ディズニー
- 脚本：ジャック・ハンナ
- 音楽：ポール・J・スミス
- 監督：ジャック・キング

## キャスト
| キャラクター   | 原語版               | 旧吹き替え版 | 新吹き替え版 |
| -------------- | -------------------- | ------------ | ------------ |
| ドナルドダック | クラレンス・ナッシュ | 関時男       | 山寺宏一     |
| ヒューイ       | クラレンス・ナッシュ | 土井美加     | 坂本千夏     |
| デューイ       | クラレンス・ナッシュ | 後藤真寿美   | 坂本千夏     |
| ルーイ         | クラレンス・ナッシュ | 下川久美子   | 坂本千夏     |
| ナレーター     | -                    | 江原正士     | -            |

## 日本での公開

### 収録
- 『ドナルドダック・クロニクル Vol.1 限定保存版』（DVD、ブエナ・ビスタ・ホーム・エンターテイメント、新吹き替え版）